# 馬着

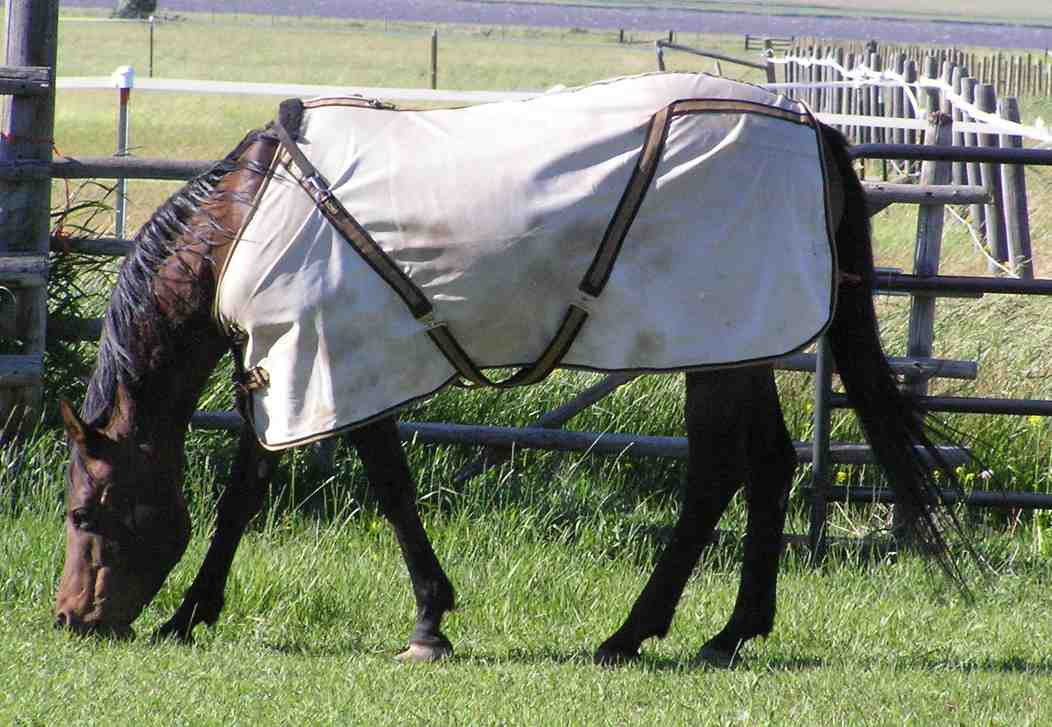
馬着を着用したウマ

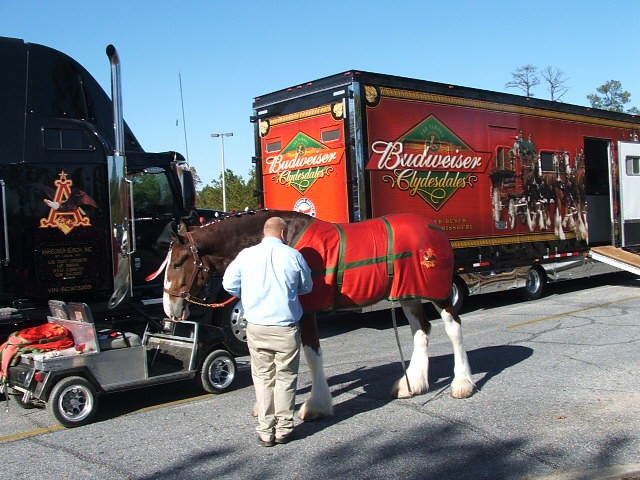
寒気を防ぎ、温度変化を小さくするために輸送時に着せる企業もある

馬着（ばちゃく）、馬服（うまふく）、馬衣（うまぎぬ）とは、ウマに着用させる被服で、馬具の一つである。保温と防汚、ウエストナイル熱などの昆虫媒介性感染症の予防、虫刺され対策に使用される。

## 形状・素材
頭部、頸部、脚部を除いた胴体部分をすっぽり包むような形状をしている。
胸部の前で金具やマジックテープなどを用いて閉じ合わせ、胴体下部には布製のベルトをクロスさせて金具で固定する。また、臀部にもベルトを用いて固定する。
その多くは布製で、綿を入れてある。撥水性素材やナイロンが使われている場合もある。

## 目的
おもに競走馬や乗馬などの保温目的で使用される。雨天時や夜間時、運動後に汗をかいた馬が急に体温を下げて体調を崩すのを防止したり、冬毛の毛刈りが行われた馬や冬毛が出来ない環境の馬が使用する。冬毛がある馬は冬のトレーニングで汗が長い冬毛に吸われた状態で冷えて体温を低下させ病気にかかりやすくなるため、毛刈り（クリッピング）が行われる。防寒以外にも、体毛が伸びるのを防ぐ効果があると言われるが、真偽は定かではない。
馬体を被うので、馬体が汚れるのを防ぐ効果があり、馬の手入れをする者には助けとなる。
肌の露出が多いと、アブやハエ等との接触が多くなることから、虫が媒介する伝染病や虫刺されなどから保護するために用いられることもある。

## 問題点
馬着にストレスを感じる馬も多い。馬着がすれて、馬の肩にあたる部分である鬐甲（きこう）に怪我を負うことがある。
馬が馬着を脱ごうとして、馬着が正常でない状態になることがあり、事故につながることがある。
天候が急転して急に暑くなっても、馬が自分で安全に脱ぐのは困難。そのまま放置されれば体温が上がり、大きなストレスとなる。もともと馬は、寒さには強く、暑さに弱い動物であることを考えると、馬着の使用には、十分な注意が必要といえる。
注意の仕方としては、服を着せた状態で汗をかいていないか手で確認するなどが行われる。

## 歴史
紀元前1世紀頃にかかれたとされるユダヤの歴史書『マカビー第二書』3.25に、美しい布で覆われた馬に乗った騎兵が登場するシーンがある。紀元前750-250年頃に書かれた中国の歴史書『春秋左氏伝』には虎の皮を被った馬の話があることから、馬に何かしらを被せる文化はあったようである。934年頃の日本語の辞典『十巻本和名抄』に、馬の胴から腹をおおう布を馬衣という記述がある。

## その他
競走馬がレースに入る前に、馬が嫌がることが多い狭いゲートに誘導されるが、この時に暴れるのを防ぎ、ゲートとのクッションともなる馬服のようなバリアブランケットが使用される場合がある（JRAでは使用不可）。